# Yordanka Blagoyeva
Yordanka Blagoyeva (Bulgaria, 19 de enero de 1947) es una atleta búlgara retirada, especializada en la prueba de salto de altura en la que llegó a ser medallista de bronce olímpica en 1976 y plusmarquista mundial durante casi dos años, desde el 24 de septiembre de 1972 al 8 de septiembre de 1974, con un salto de 1.94 metros.

## Carrera deportiva
En el Campeonato Europeo de Atletismo en Pista Cubierta de 1973 ganó la medalla de oro en salto de altura, con un salto por encima de 1.92 metros que igualaba el récord de los campeonatos, superando a la alemana Rita Gildemeister (plata con 1.86 metros) y a la checoslovaca Milada Karbanová  (bronce también con 1.86 metros pero en más intentos).
Tres años después, en los JJ. OO. de Montreal 1976 ganó la medalla de bronce en el salto de altura, saltando por encima de 1.91 metros, tras la alemana Rosemarie Ackermann (oro con 1.93 metros que fue récord olímpico) y la italiana Sara Simeoni (plata también con 1.91 metros pero en menos intentos).